# Bisinus
Bisinus, Basinus, Besinus lub Bisin (lomb.: Pisen) (ok. 460 – 506/510) – król Turyngii.
Według historyka, biskupa Grzegorza z Tours, zapewnił azyl Childerykowi I, królowi Franków, który został wypędzony z kraju przez własny lud. Żona Bisinusa, Basina, opuściła go dla męstwa Childeryka I. Po ośmiu latach razem wrócili do Tournai.
Prawdziwy Bisinus przypomina Bisinusa opisanego przez Grzegorza z Tours, ale szczegóły się różnią. Bisinus był przywódcą nadreńskiego księstwa plemiennego Turyngów a jego żona Menia pochodziła z Longobardów. Pozostawił trzech synów: Badericha, Herminafreda i Berthachara, którzy odziedziczyli po nim tron. Jego córka Radegunda wyszła za mąż za króla Longobardów Wacho.